# N efelkystikon
N efelkystikon (νῦ ἐφελκυστικόν) – dodatkowa litera nu (-ν) dodawana na końcu niektórych greckich słów. Dodatkowe N wstawiane jest dla uniknięcia hiatusu (rozziewu). W przypadku rzeczowników dodawane jest w Datiwie pluralis, gdy zakończone są na -σι (np. σωμασι–σωμασιν); w przypadku czasowników dodawane są w trzeciej osobie zarówno liczby pojedynczej jak i mnogiej, kończących się na -ε (singularis) albo -σι (pluralis).
| 3 pers. pluralis praesens et futurum        | 3 pers. pluralis praesens et futurum | 3 pers. pluralis praesens et futurum |
| ------------------------------------------- | ------------------------------------ | ------------------------------------ |
| λέγουσι(ν) τιθᾶσι(ν)                        | "oni mówią" "oni kładą"              | praesens                             |
| λέξουσι(ν)                                  | "oni powiedzą"                       | futurum                              |
| 3 pers. singularis perfectum et imperfectum |                                      |                                      |
| τέθνηκε(ν)                                  | "on umarł"                           | perfectum                            |
| ἔλεγε(ν)                                    | "on powiedział"                      | imperfectum                          |
| εἶπε(ν)                                     | "on powiedział"                      | aorist                               |
| ἐτεθνήκει(ν)                                | "on umarł"                           | plusquamperfectum                    |
| 3 pers. singularis praesens                 |                                      |                                      |
| τίθησι(ν)                                   | "on położył"                         | "on położył"                         |
| ἐστί(ν)                                     | "on jest"                            | "on jest"                            |
| III deklinacja dativus pluralis             |                                      |                                      |
| Ἕλλησι(ν)                                   | "Grekom"                             | "Grekom"                             |
| πᾶσι(ν)                                     | "wszystkim"                          | "wszystkim"                          |